# Sándoco
En la mitología griega Sándoco (en griego Σάνδοκος), citado en una sola fuente, es un antepasado del rey Cíniras de Chipre.
La Biblioteca mitológica nos dice que Sándaco era hijo de Astínoo, y este a su vez descendía de Eos y Céfalo. Sándoco emigró desde su Siria natal hasta Cilicia, en Asia Menor, donde fundó la ciudad de Celénderis. Allí se casó con Fárnace, la hija de Megasares, rey de los hirios (Cilicia). De este matrimonio nació Cíniras, el que luego sería rey de Chipre.
Por su padre recibía a menudo el epíteto de Astenoides.
La tradición sitúa su reinado en la zona sobre el año 1355 a. C. aproximadamente.